# Prepona dives
Prepona dives är en fjärilsart som beskrevs av Hans Fruhstorfer 1904. Prepona dives ingår i släktet Prepona och familjen praktfjärilar. Inga underarter finns listade i Catalogue of Life.